# Antonio Machado
Antonio Cipriano José María Machado y Ruiz, född 26 juli 1875 i Sevilla, Andalusien, död 22 februari 1939 i Collioure, Pyrénées-Orientales, Frankrike, var en spansk poet.

## Biografi
Machado studerade i Madrid och Paris, och arbetade som lärare i franska. Han brukar förknippas med 1898 års generation i spansk litteratur, och räknas till en av modernismens främsta företrädare i Spanien, förenad med en symbolistisk intimitet och romantiska drag. Machados diktning uttrycker en smärtsam och koncentrerad medvetenhet om Spaniens problem, förenad med existentiell kontemplation och insikt. I Campos de Castilla ("Kastilianska landskap", 1912) skildras den karga kastilianska högslätten. Han omkom av umbäranden i den franska byn Collioure nära spanska gränsen vid det spanska inbördeskrigets slut.
Utöver lyrik skrev Machado prosa under pseudonymen Juan de Mairena, och tillsammans med sin bror Manuel (1874–1947) skrev han också för teatern. Han blev efter sin död en symbol för motståndet mot Francisco Francos regim bland Spaniens intellektuella.

### Verk översatta till svenska
- [Dikter] (översättning Lasse Söderberg). I antologin Själen tjuter: 18 spanska poeter (Wahlström & Widstrand, 1959)
- [Dikter] (översättning Arne Häggqvist). I antologin Du mitt hjärta: spansk lyrik (FiB:s lyrikklubb, 1959), s. 9–14
- Ord i tiden (svensk tolkning Kjell A. Johansson, FiB:s lyrikklubb, 1967)
- [Dikter] (översättning av Thomas Almqvist) I antologin Spanien i mitt hjärta (Ekström & Garay, 2019)